# Francesco Bassano il Vecchio
Francesco dal Ponte, detto "Bassano" e "il Vecchio" per distinguerlo dall'omonimo nipote (Bassano del Grappa, 1481 c. – 1539), è stato un pittore italiano, capostipite della omonima famiglia di artisti.

## Biografia
Nacque da Jacopo di Berto da Gallio, conciapelli che nel 1464 si era trasferito a Bassano presso la contrata Pontis (da cui il cognome), e da Franceschina figlia di Domenico detto Menon da Solagna che Jacopo sposò in seconde nozze nel 1480 dopo essere rimasto vedovo di Benvenuta dal Follo da cui aveva avuto il figlio Berto.
Il primo documento che lo nomina è il testamento del padre, del 1501. Nel 1504 risulta coniugato a Lucia, figlia del mugnaio Francesco Pizzardini da Santorso, mentre nel 1523 e nel 1524 è sposato a una Francesca. Probabilmente dal primo matrimonio gli nacque Jacopo, celebre pittore; altri figli furono Giambattista e Gianfrancesco, anch'essi artisti, Gerolamo, sacerdote e insegnante, Caterina Angelica e Elisabetta.
In città ebbe un certo prestigio, tanto da comparire, come testimone, in numerosi atti notarili. Inoltre, dal 1522 ebbe la nobiltà bassanese e partecipò al Consiglio del Comune. Poco si sa della sua attività precedente al 1519 (anno in cui dipinse la pala per la Confraternita di San Paolo), ma di certo essa doveva avergli assicurato delle entrate non indifferenti, infatti il 21 maggio 1521 comprò una casa vicina alla sua. Inoltre, nel 1527 è documentata una società da lui stesso fondata che sfruttava delle miniere in contrà San Giorgio; questo potrebbe confermare quanto affermato da Carlo Ridolfi, e cioè che negli ultimi anni il Dal Ponte si sia appassionato all'alchimia.
L'attività della bottega del Dal Ponte ci è nota soprattutto grazie a Michelangelo Muraro, il quale ha incentrato le sue ricerche sul secondo dei quattro libri dei conti della sua attività (l'unico rimasto). Essa operava in tutti i "colorinelli" previsti dagli statuti veneziani per l'"Arte dei depentori", ma produceva anche oggetti d'uso ordinati dal ceto borghese che, dopo la guerra della Lega di Cambrai, era in piena ascesa economica e sociale. La produzione riguardava gli oggetti più svariati, di genere araldico, ludico, di arredamento (sia sacro, sia profano), devozionale, ornamentale, promozionale, propagandistico. In quanto capobottega, era il Dal Ponte a stendere la gran parte dei contratti anche se, specialmente nella vecchiaia, erano i figli a realizzare le opere. La committenza inizialmente si limitava a confraternite, corporazioni, parrocchie o comuni, ma in seguito si estese anche ai singoli individui, dalle personalità politiche e religiose ai privati cittadini.
Della sua attività giovanile non si sa nulla. Giuseppe Gerola gli aveva assegnato alcuni affreschi risalenti agli anni 1510 e custoditi in una cappella di Cismon del Grappa, andata distrutta durante la grande guerra. Precedente al 1519 è anche la Madonna col Bambino tra i santi Giovanni Battista e Bartolomeo, già nel duomo di Bassano e oggi esposta al Museo civico; già assegnata ai Nasocchi, famiglia di pittori attiva in città nel medesimo periodo, secondo Wart Arslan potrebbe essere un'opera giovanile del Dal Ponte.
Al periodo della maturità risale la pala con la Madonna col Bambino in trono tra i santi Pietro e Paolo, firmata e datata 1519. Realizzata per la Confraternita di San Paolo, con sede nella chiesa di San Giovanni, e oggi al Museo civico, l'opera mostra l'influenza dei pittori veneti cinquecenteschi, quali Bartolomeo Montagna, Liberale da Verona, Girolamo dai Libri e Giovanni Caroto. Del medesimo periodo è la pala Madonna col Bambino in trono tra i santi Giovanni e Benedetto, nella parrocchiale di Foza. La pala con Santa Giustina tra i santi Michele e Giorgio, nella parrocchiale di Solagna, è datata 1520 e dovrebbe essere della stessa epoca il Sant'Antonio abate tra i santi Antonio da Padova e Biagio, attribuita al Dal Ponte dal Verci e oggi nella sacrestia della chiesa di San Donato.
La cronologia dei lavori non datati è stata rivista in tempi recenti proprio grazie alle ricerche del Muraro: la Deposizione tra i santi Sebastiano e Rocco nella parrocchiale di Oliero per l'Arslan andava collocata verso il 1520, ma in realtà sarebbe del 1529-1533; la pala con la Madonna col Bambino in trono tra i santi Donato e Michele nella chiesa di San Donato fu eseguita nel 1529 (e non nel 1519 o nel 1523, come pensavano rispettivamente il Gerola e l'Arslan). È documentato il pagamento della Madonna con i santi Francesco e Antonio, commissionata da fra Andrea Guarniero per la chiesa di San Donato, ma dell'opera non resta traccia.
L'arte del Dal Ponte raggiunse probabilmente il culmine con La Pentecoste, pala della parrocchiale di Oliero firmata e datata 1523; secondo Muraro, a quest'opera contribuì anche il giovane figlio Jacopo. Mostrano uno stile simile la Madonna col Bambino in trono (attribuito), affresco al civico 52 di via Matteotti datato 1523, la pala dell'arcipretale di Asiago con la Madonna col Bambino in trono tra i santi Matteo e Giovanni evangelista, il San Michele (attribuito), già nel duomo e ora al Museo civico di Bassano.
La Natività della parrocchiale di Valstagna risale al 1525-1528 (e non agli anni 1530), infatti fu commissionata dalla Scuola di Sant'Antonio nel 1525 e pagata, sicuramente al momento della consegna, nel 1528. In quest'opera si nota con più evidenza l'intervento di Jacopo, così come nel Compianto sul Cristo morto al Museo civico di Bassano, eseguita tra il 1521 e il 1534. Queste opere sembrano testimoniare come il Dal Ponte, da semplice pittore di provincia, cominciò ad avvicinarsi alla sensibilità di origine veneziana.
Le opere più tarde rivelano una certa stanchezza dell'artista, per esempio nel San Sebastiano di Rosà, oggi nell'oratorio della Casa di riposo (1529), nel San Pietro apostolo e nel San Giovanni Battista, entrambi già nella parrocchiale di Rosà e oggi al Museo civico di Bassano (1531). L'ultimo lavoro è la mappa di una montagna per la quale erano in lite le comunità di Angarano e Valstagna, commissionata nel 1536. Si presume che nell'ultimo periodo della sua vita si sia dedicato meno alla professione, impegnandosi piuttosto nella gestione della bottega: le ultime notizie sul suo conto sono i contratti redatti per i lavori del figlio Jacopo tra il 1536 e il 1537.
Morì nel 1539, infatti l'11 dicembre di quell'anno fu celebrata una Messa in suo suffragio.